# Bačko Novo Selo
Bačko Novo Selo (izvirno srbsko Бачко Ново Село) je naselje v Srbiji, ki upravno spada pod Občino Bač; slednja pa je del Južnobačkega upravnega okraja.

## Demografija
V naselju živi 966 polnoletnih prebivalcev, pri čemer je njihova povprečna starost 40,8 let (38,6 pri moških in 43,0 pri ženskah). Naselje ima 437 gospodinjstev, pri čemer je povprečno število članov na gospodinjstvo 2,81.
Prebivalstvo je večinoma nehomogeno, a v času zadnjih treh popisov je opazno zmanjšanje števila prebivalcev.
|  |

| Demografija | Demografija     | Demografija     |
| Leto        | Št. prebivalcev | Št. prebivalcev |
| ----------- | --------------- | --------------- |
|             |                 |                 |
|             |                 |                 |
|             |                 |                 |
|             |                 |                 |
| 1948        | 1751            |                 |
| 1953        | 1848            |                 |
| 1961        | 2236            |                 |
| 1971        | 1665            |                 |
| 1981        | 1522            |                 |
| 1991        | 1365            | 1260            |
| 2002        | 1352            | 1228            |
|             |                 |                 |

| Etnična sestava po popisu iz leta 2002 | Etnična sestava po popisu iz leta 2002 | Etnična sestava po popisu iz leta 2002 | Etnična sestava po popisu iz leta 2002 | Etnična sestava po popisu iz leta 2002 |
| -------------------------------------- | -------------------------------------- | -------------------------------------- | -------------------------------------- | -------------------------------------- |
| Srbi                                   | Srbi                                   |                                        | 765                                    | 62,29%                                 |
| Muslimani                              | Muslimani                              |                                        | 184                                    | 14,98%                                 |
| Jugoslovani                            | Jugoslovani                            |                                        | 79                                     | 6,43%                                  |
| Hrvati                                 | Hrvati                                 |                                        | 37                                     | 3,01%                                  |
| Madžari                                | Madžari                                |                                        | 26                                     | 2,11%                                  |
| Romi                                   | Romi                                   |                                        | 11                                     | 0,89%                                  |
| Črnogorci                              | Črnogorci                              |                                        | 7                                      | 0,57%                                  |
| Slovaki                                | Slovaki                                |                                        | 5                                      | 0,40%                                  |
| Nemci                                  | Nemci                                  |                                        | 3                                      | 0,24%                                  |
| Slovenci                               | Slovenci                               |                                        | 2                                      | 0,16%                                  |
| Romuni                                 | Romuni                                 |                                        | 1                                      | 0,08%                                  |
| Bunjevci                               | Bunjevci                               |                                        | 1                                      | 0,08%                                  |
| Bošnjaki                               | Bošnjaki                               |                                        | 1                                      | 0,08%                                  |
| Albanci                                | Albanci                                |                                        | 1                                      | 0,08%                                  |
| Neznano                                | Neznano                                |                                        | 22                                     | 1,79%                                  |